# Tapan (ort)
Tapan är en ort i Azerbajdzjan.   Den ligger i distriktet Daşkəsən Rayonu, i den västra delen av landet, 300 km väster om huvudstaden Baku. Tapan ligger 1 545 meter över havet och antalet invånare är 758.
Terrängen runt Tapan är kuperad. Närmaste större samhälle är Yukhary-Dashkesan, 17,0 km öster om Tapan. 
Trakten runt Tapan består till största delen av jordbruksmark. Runt Tapan är det ganska glesbefolkat, med 31 invånare per kvadratkilometer.